# Plac Katyński w Białymstoku

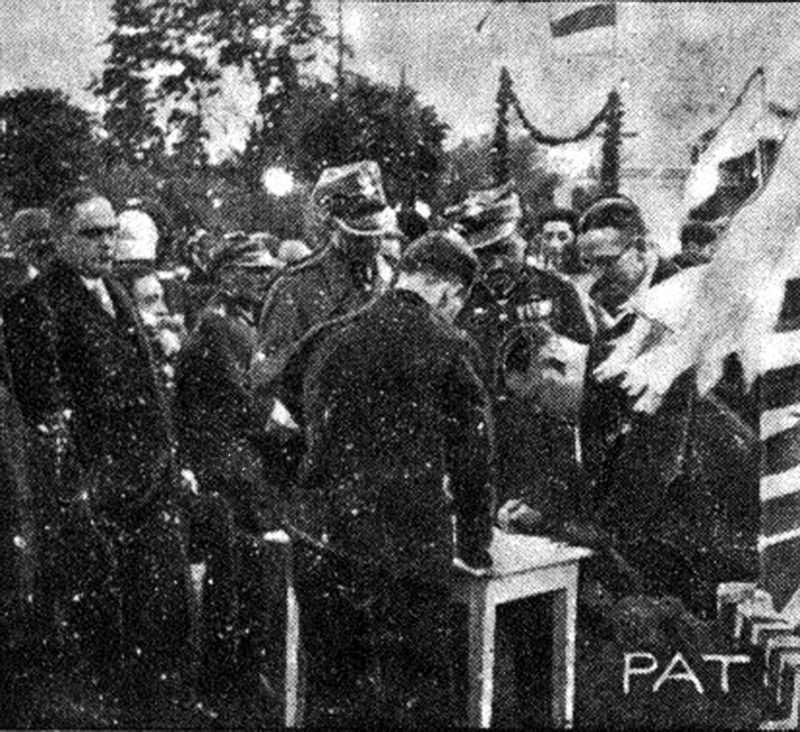
Białystok, 12 sierpnia 1931. Podpisanie aktu erekcyjnego pod nigdy nie postawiony pomnik Zamenhofa.

 Plac Katyński  – plac w Białymstoku, znajdujący się na pograniczu osiedli Mickiewicza i Piaski. Jego nazwa upamiętnia zbrodnię katyńską. 
W Białymstoku w latach 30. XX wieku podjęto próbę upamiętnienia twórcy esperanto Ludwika Zamenhofa. W dniu 12 sierpnia 1931 miała miejsce uroczystość wmurowania kamienia węgielnego pod budowę pomnika w kształcie Wieży Babel, który miał być usytuowany na tym placu. Projekt nigdy nie został zrealizowany.

## Układ
Plac położony jest w miejscu przecięcia ulic: Świętojańskiej, Podleśnej, 11 Listopada i Marii Skłodowskiej-Curie. Plac otacza jezdnia tworząc rondo (dwupasmowe).

## Otoczenie
W pobliżu placu znajduje się budynek Filharmonii Podlaskiej, park Konstytucji 3 Maja, park Planty i Wojewódzki Szpital Zespolony.

## Komunikacja miejska
W pobliżu Placu Katyńskiego zlokalizowany jest przystanek autobusów komunikacji miejskiej, przy którym zatrzymują się autobusy linii nr: 8, 10, 17, 26.